# Самадгі
Сама́дгі — (санскр. समाधि,  samādhi IAST, «гармонія, занурення, об'єднання») — в індуїзмі, буддизмі, джайнізмі, сикхізмі та йогічних школах — стан свідомості у медитації. В буддизмі, є останнім елементом Благородного Вісімкового Шляху. В Йога сутрах Патанджалі є останнім щаблем йоги.

## Різні методи
Методів, що дозволяють пережити самадгі, за історію людства збереглося дуже багато. Навіть в окремих традиціях, наприклад, в Тантрі, цих методів налічують сотні. Класифікувати всі методи можна за кількома критеріями, наприклад, за працею у вправі елементу:
- Тіло
- Мова або енергія
- Розум

або за наявною швидкістю входження в цей стан: миттєво або з плином часу.
Незважаючи на великі різниці, основа у всіх методів одна й та ж: для того, щоб людина пізнала цей стан, необхідно просто дозволити йому статися, перестати чинити опір природному. Однак для більшості людей однієї цієї ідеї буває недостатньо. Для таких випадків існує ряд вправ, які або дають можливість людині поступово звикнути і прийняти цей стан, або доводять людини до свого роду катарсису, в такому випадку людина позбавляється можливості чинити опір і самадгі проявляється «самостійно».